# Ken Ring & BB Inc Kaddo Presents: Soundclap Vol. 1
Ken Ring & BB Inc Kaddo Presents: Soundclap Vol. 1 utkom 2005 och är det första mixtapet i Soundclapserien som släpps av Ken Ring & BB Inc Kaddo.

## Spårlista
1. "Intro"
2. Fat Joe - "So Much More"
3. The Game feat. Nate Dogg - "Where I'm From"
4. M.O.P. - "Here Today, Gone Tomorrow"
5. Ken Ring - "Braja Freestyle"
6. Mad'Don - "Wolves"
7. 50 Cent - "Candy Shop"
8. Aladdin - "Exclusive"
9. Akon - "Ghetto (Remix)"
10. Jennifer Lopez feat. Fabolous - "Get Right (Remix)"
11. Masta Ace - "Good Ol' Love"
12. Snoop Dogg feat. Pharrell - "Drop It Like It's Hot (Remix)"
13. Ken Ring feat. Tshawe - "Varför/Hvorfor"
14. 112 - "You Already Know"
15. Ken Ring feat. Ayo - "Ojojojoj"
16. Ison & Fille feat. Highwon  - "Vill Va Highwon"
17. Heavy D feat. Pharrell Williams - "In Me"
18. Nas feat. John Lennox - "Imagine"
19. Sam-E - "Bad Guy"